# 吕耶尔
吕耶尔（法語：Luyères，法語發音：[lɥijɛʁ]）是法国奥布省的一个市镇，属于特鲁瓦区。

## 地理
吕耶尔（48°22'56"N, 4°11'42"E）面积17.37 平方千米，位于法国大東部大區奥布省，该省份为法国中北部省份，北起马恩省，西接塞纳-马恩省，西南至约讷省，东南至科多尔省，东临上马恩省。
与吕耶尔接壤的市镇（或旧市镇、城区）包括：阿桑西耶尔、布伊卢森堡、沙尔蒙苏巴尔比斯、特鲁瓦附近克勒内、翁容、瓦伊。

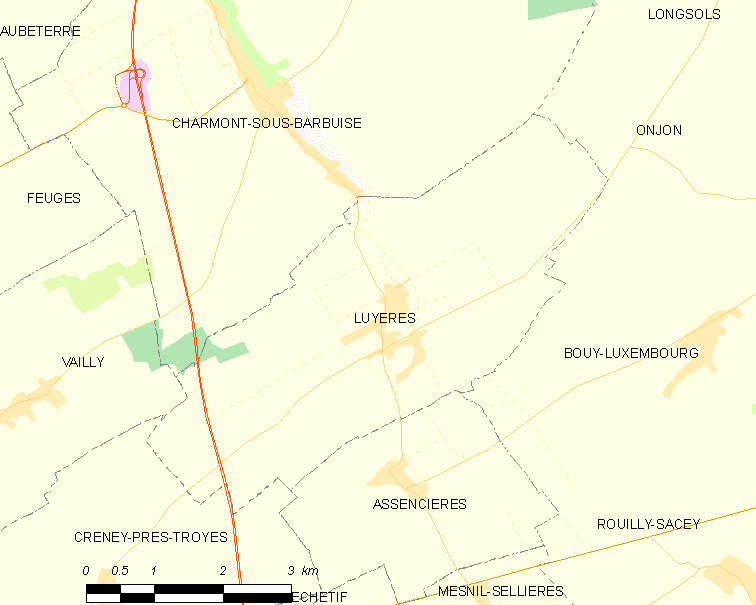
吕耶尔的OSM定位图

吕耶尔的时区为UTC+01:00、UTC+02:00（夏令时）。

## 行政
吕耶尔的邮政编码为10150，INSEE市镇编码为10210。

## 政治
吕耶尔所属的省级选区为奥布河畔阿尔西县。

## 人口

1962-2008年间吕耶尔人口变化图示

吕耶尔于2022年1月1日时的人口数量为460人。